# Форостовский, Леонтий Иванович
Лео́нтий Ива́нович Форосто́вский (Форости́вский), укр. Леонтій Іванович Форостівський, в некоторых публикациях неверно именуется Леонид (23 мая (4 июня) 1896 г., Александровка Винницкой области — 27 ноября 1974, США) — коллаборационист, в период оккупации территории УССР войсками Третьего Рейха занимал должность бургомистра Киева (февраль 1942 — ноябрь 1943). После поражения Германии Форостовский бежал за границу, там издал книгу об истории Киева.

## Биография
До войны работал директором крупного рыботоргового магазина. С приходом немцев возглавил управу одного из районов города. Был назначен бургомистром после смещения и казни в Бабьем Яру за саботаж распоряжений немецкой власти и украинский национализм ряда деятелей оккупационной администрации, среди которых был и его предшественник на посту бургомистра В. П. Багазий. Позднее немцы казнили многих сотрудников Форостовского, в том числе почти всех глав районных управ, среди которых был его родственник профессор Евгений Форостовский с женой.
По инициативе Форостовского была проведена перепись населения Киева; согласно её результатам, по состоянию на 1 апреля 1942 в Киеве проживало 352 139 человек, тогда как до начала войны — 846 000 человек (многие погибли во время голода зимой 1941—1942, были казнены или бежали из города). Среди других его дел можно вспомнить организацию киевской футбольной команды «Старт», в которой играли известные футболисты советского времени, в том числе вратарь Николай Трусевич ([www.interesniy.kiev.ua/old/sobitiya/deathmatch]); команда неоднократно выигрывала у немцев, а после победы над командой немецких зенитчиков (в советской историографии эта победа известна как «Матч смерти») футболисты были отправлены в концлагеря. Значительное внимание Форостовский уделял хозяйственной жизни города, транспорту, ремёслам, торговле, поддерживал приусадебное хозяйство. При нём же, как один из отделов городской управы, действовал Музей-архив переходного периода во главе с известным историком и бывшим бургомистром Киева А. Оглоблиным.
Дружеские отношения связывали Форостовского с литературоведом Г. А. Костюком, который оставил много сведений о нём в своих воспоминаниях.
В 1943 году эмигрировал, поселился в Аргентине, где в 1952 году издал книгу «Киев под вражескими оккупациями» («оккупациями» он считал как немецкую во время 1-й и 2-й мировой войн, так и большевистскую). В этой книге утверждал, в частности, что Крещатик в Киеве уничтожили не немцы, а советские войска, заминировавшие его до прихода врага; при взрывах погиб ряд офицеров СС. Немцы воспользовались этими взрывами как предлогом к полному уничтожению евреев Киева, несмотря на отсутствие указаний сверху (официально немцы начали «окончательное решение» еврейского вопроса лишь в 1942 году).
Позднее переехал в США, где и умер в 1974 году ().

## Сочинения
- Форостівський, Леонтій. Київ під ворожими окупаціями. Видавництво Миколи Денисюка. 79 с. Буенос Айрес, 1952.